# Ludwig Wörl

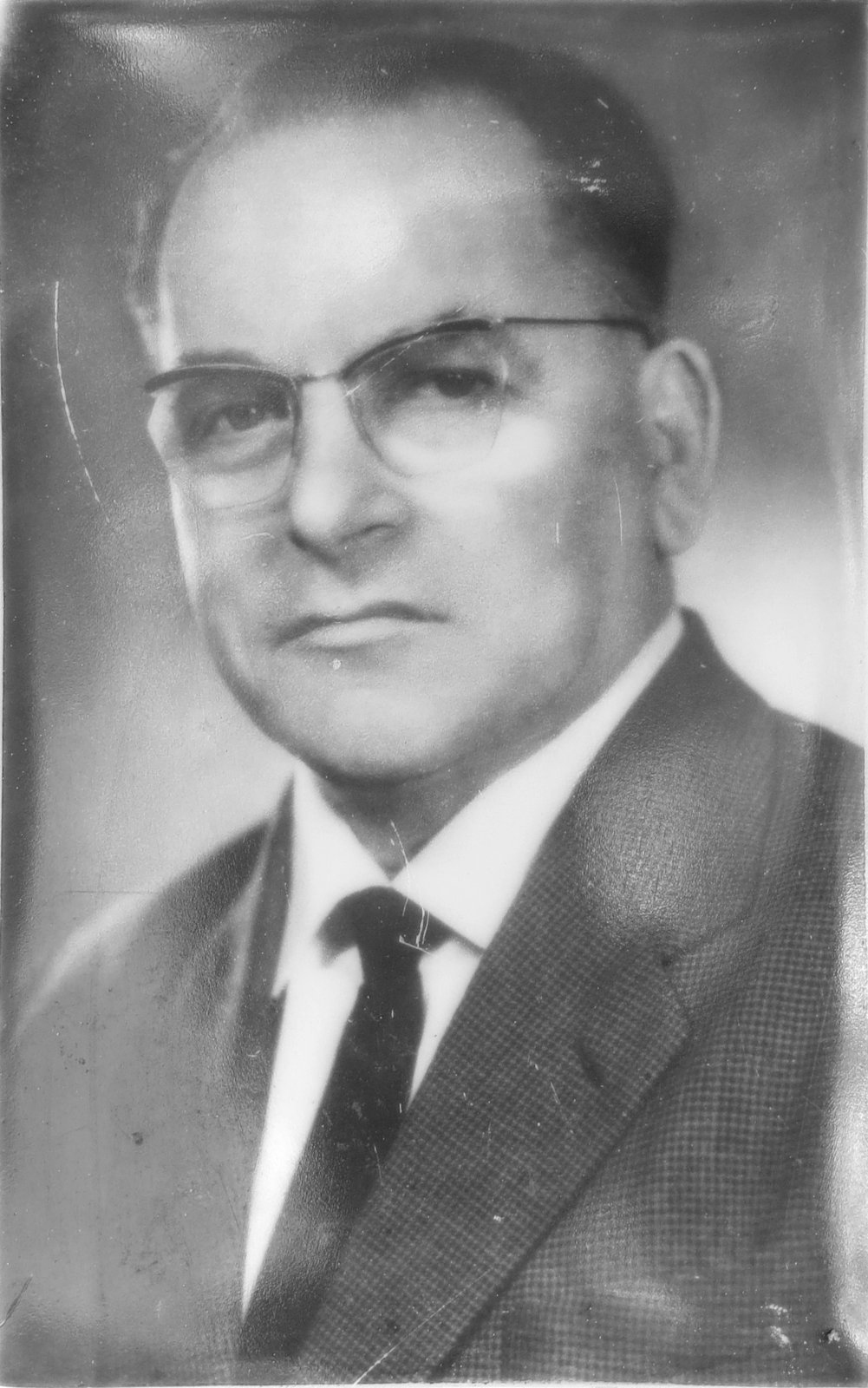
Ludwig Wörl, 1965

Ludwig Wörl (* 28. Februar 1906 in München; † 27. August 1967 ebenda) war ein deutscher Antifaschist und Widerstandskämpfer gegen den Nationalsozialismus. Als Funktionshäftling in den Konzentrationslagern Dachau und Auschwitz konnte Wörl durch seinen Einsatz viele Häftlinge retten, wofür er später unter anderem als Gerechter unter den Völkern geehrt wurde. Er hielt die Erinnerung an die Opfer in Konzentrationslagern wach und war wichtiger Zeuge in NS-Prozessen.

## Familie, Beruf und antifaschistischer Widerstand
Wörl war der Sohn eines Schumachers und wuchs in Großhadern auf. Nach der Schulzeit absolvierte er eine Schreinerlehre und arbeitete anschließend als Schreinergeselle. 1928 heiratete er Maria Anna Völtl, das Paar lebte in Obersendling. Wörl war passionierter Wassersportler. Parteipolitisch ungebunden betätigte er sich in der Arbeiterbewegung und gehörte den Naturfreunden an. Ab 1931 war er Mitglied der Roten Hilfe, für die er die Ortsgruppe München-Süd leitete. Nach der Machtergreifung der Nationalsozialisten trat er infolge des KPD-Verbots deren Untergrundorganisation bei und betätigte sich im antifaschistischen Widerstand. Im Untergrund hatte er mit Walter Häbich zusammengearbeitet und sich nach dessen Verhaftung für mehrere Wochen aus München abgesetzt. Im November 1933 kehrte er nach München zurück und hatte konspirativen Kontakt zu Adolf Maislinger. Über aus dem KZ Dachau entlassene Sportfreunde erfuhren Wörl und seine Kameraden von dem grausamen Regime im Konzentrationslager. Er beteiligte sich daraufhin 1934 an einer Flugblattaktion, durch welche die Münchner Bürger über die inhumanen Lagerzustände im KZ Dachau („So ist Dachau“) aufgeklärt werden sollten. Wörl wurde daraufhin denunziert und durch die Gestapo am 5. Mai 1934 festgenommen.

## KZ-Lagerhaft
Noch am 5. Mai wurde Wörl in das KZ Dachau eingewiesen. Während der Verhöre legte er trotz Misshandlungen kein Geständnis ab und verbrachte neun Monate größtenteils in Dunkelhaft im lagereigenen Arrestbau. Nach der Entlassung aus dem Arrestbau leitete er die Lagerschreinerei. Nachdem Wörl aufgrund von Intrigen krimineller Häftlinge aus dieser Position herausgedrängt wurde, kam er als Pfleger in den Häftlingskrankenbau (HKB). Über Vorerfahrungen in der Pflege verfügte Wörl bereits, da er vor Beginn der Zeit des Nationalsozialismus einer Sanitätskolonne des Roten Kreuzes angehört hatte. Im Häftlingskrankenbau unterstand ihm die Röntgenstation. Wörl bildete sich mit medizinischer Fachliteratur weiter und unterwies im HKB tätige Häftlinge in der Pflegewissenschaft. Unter anderem konnte er den schwer herzkranken Kurt Schumacher mit gestohlenen Medikamenten behandeln. Zwischenzeitlich wurde er von September 1939 bis März 1940 in das KZ Flossenbürg überstellt.
Am 19. August 1942 wurden 17 Häftlingspfleger und -schreiber, darunter auch Wörl und Hermann Langbein, von Dachau in das KZ Auschwitz verlegt, wo er die Häftlingsnummer 60.363 erhielt. Als der Transport mit Wörl aus Dachau in Auschwitz ankam, grassierte dort eine Fleckfieber-Epidemie. Wörl war als erster Lagerältester des HKB in Auschwitz-Monowitz am Aufbau der dortigen medizinischen Versorgung für kranke Häftlinge maßgeblich beteiligt. Allerdings war er kein Arzt, was sich trotz seines großen  Engagements teils negativ auf die Behandlung der Patienten und den Betrieb des Häftlingskrankenbaus auswirkte. Wörl fälschte Selektionslisten, versteckte Häftlinge und rettete jüdische Ärzte vor der Vergasung, indem er sie im Häftlingskrankenbau einsetzte. Im März 1943 wurde er Lagerältester des HKB im Stammlager des KZ Auschwitz.
Ende August 1943 wurde Wörl gemeinsam mit Langbein für drei Monate in den Bunker des Blocks 11 gesperrt, da er Anweisungen der Lagerärzte nicht nachgekommen war. Als Lagerältester im HKB des Stammlagers folgte Wörl der polnische Mediziner Władysław Alexander Dering nach. Nachdem Arthur Liebehenschel Lagerkommandant des Stammlagers Auschwitz wurde, ernannte dieser Wörl im Januar 1944 zum Lagerältesten des Stammlagers. Aufgrund von Intrigen wurde Wörl aber als Lagerältester abgelöst. Im Juli 1944 wurde Wörl Lagerältester im Auschwitzer Außenlager Günthergrube. Auch dort setzte er sich für seine Mithäftlinge ein. Im Zuge der Räumung des KZ Auschwitz ab Mitte Januar 1945 verhalf Wörl auf den Todesmärschen Mithäftlingen zur Flucht. Er selbst wurde zum KZ Mauthausen verbracht und im Mauthausener Außenlager Ebensee am 6. Mai 1945 durch Angehörige der US-Armee befreit.

## Nach der Befreiung: Zeuge in NS-Prozessen und Erinnerungsarbeit
Wörl kehrte nach München zurück, wo er wieder unter einfachsten Verhältnissen lebte. Langbein zufolge war Wörl nach seiner Rückkehr nach München verbittert und soll aus Angst, „abgespritzt“ zu werden, trotz Erkrankung keine medizinische Behandlung in Anspruch genommen haben. Erkrankungsbedingt war er zu 70 % erwerbsunfähig und konnte nicht mehr in seinem erlernten Beruf arbeiten. Er betrieb einen Zeitschriftenkiosk in München. Seine erste Ehe war 1940 geschieden worden, 1966 heiratete er erneut.
Wörl pflegte Kontakte zu Auschwitzüberlebenden und war als ehemaliger Funktionshäftling sehr gut über die Geschehnisse im Lager informiert. Für NS-Prozesse stellte er sich als Zeuge zur Verfügung oder half bei der Suche nach Zeugen. Mit Langbein, der seinerzeit Generalsekretär des IAK war, stand er ab 1955 wieder in Kontakt. Spätestens ab Frühjahr 1958 leitete Wörl die Landesgruppe Bayern des Deutschen Auschwitzkomitees. Trotz kritischer Haltung gegenüber dem IAK begann Wörl ab 1958 mit der Organisation zusammenzuarbeiten. Auf sein Betreiben hin wurde eine Liste von ehemaligen Angehörigen der Lager-SS zusammengestellt, die später Basis für eine von Langbein zusammengestellte Kartei wurde. Wörl wurde Vorsitzender der Organisation Ehemaliger Auschwitzhäftlinge in Deutschland und hielt die Erinnerung an die Opfer der Konzentrationslager in der deutschen Bevölkerung aufrecht. Als Zeuge sagte er im ersten Frankfurter Auschwitz-Prozess aus:

„Dass auch das Leben eines Kindes in Auschwitz nichts galt, machte der Zeuge Ludwig Wörl deutlich. Vor dem Frankfurter Schwurgericht berichtete er, er habe gesehen, wie der Angeklagte Kaduk mit einer Pistole mehrere Kinder zu den Gaskammern getrieben habe. Nach dieser Aussage, so berichtete ein Prozessbeobachter, sei Wörl plötzlich von seinem Zeugenstuhl aufgesprungen, habe sich in Richtung Anklagebank gedreht und gerufen: Wo ist Kaduk? Die Pistole stießt du ihnen in den Rücken, so, so. Dabei habe der Zeuge gezeigt, wie Kaduk damals die Kinder in den Tod getrieben habe. Daraufhin, so berichtet der Beobachter weiter, sei auch Kaduk aufgesprungen und habe Wörl mit sich überschlagenden Worten angeschrieen – er sei dabei allerdings nicht zu verstehen gewesen. Erst als der Oberste Richter Hofmeyer gerufen habe Hinsetzen! Schreien Sie nicht den Zeugen an! und Polizisten den Angeklagten Kaduk wieder in seinen Stuhl zurückgedrückt hätten, hätte sich die Lage wieder beruhigt.“

Aufgrund seiner Zeugenaussagen erhielt er anonyme Briefe mit Drohungen und üblen Beleidigungen.

## Wertungen
Bruno Baum schreibt in seinem Buch Widerstand in Auschwitz über Wörl:

„... hat als Lagerältester des Krankenbaus ... viel dazu beitragen, dass die Atmosphäre besser wurde, d. h. eine Reihe krimineller Banditen wurde aus ihren Funktionen entfernt. Auch die furchtbaren sanitären Verhältnisse konnten nun geändert werden. Später, als Lagerältester des Stammlagers ... führte er ebenfalls einen energischen Kampf gegen die Berufsverbrecher... Schließlich wurde er als Lagerältester abgelöst und strafversetzt...“

Hermann Langbein urteilt folgendermaßen über Wörl:

„Vor seiner Verhaftung hat er in bescheidenen Verhältnissen gelebt, in die er nach der Befreiung zurückkehrte. Im Lager hat er weit größere Macht erhalten, als er jemals besaß. Die SS hatte ihn zum „Führer“ gemacht und er hatte nicht die Kraft, allen Verlockungen zu widerstehen, welche das Führerprinzip denen anbot, die aus der Masse herausgehoben wurden. Er hat es entschieden abgewehrt, zum Werkzeug der SS herabzusinken, weshalb er sich deren Gunst nicht erhalten konnte. Mitgefangenen gegenüber spielte er jedoch auch dann die Autorität seiner Funktion aus, sobald er sich von ihnen nicht gebührend anerkannt fühlte, wenn diese keineswegs böswillig waren, aber in irgendeiner Frage nicht seine Meinung teilten.“

## Ehrungen

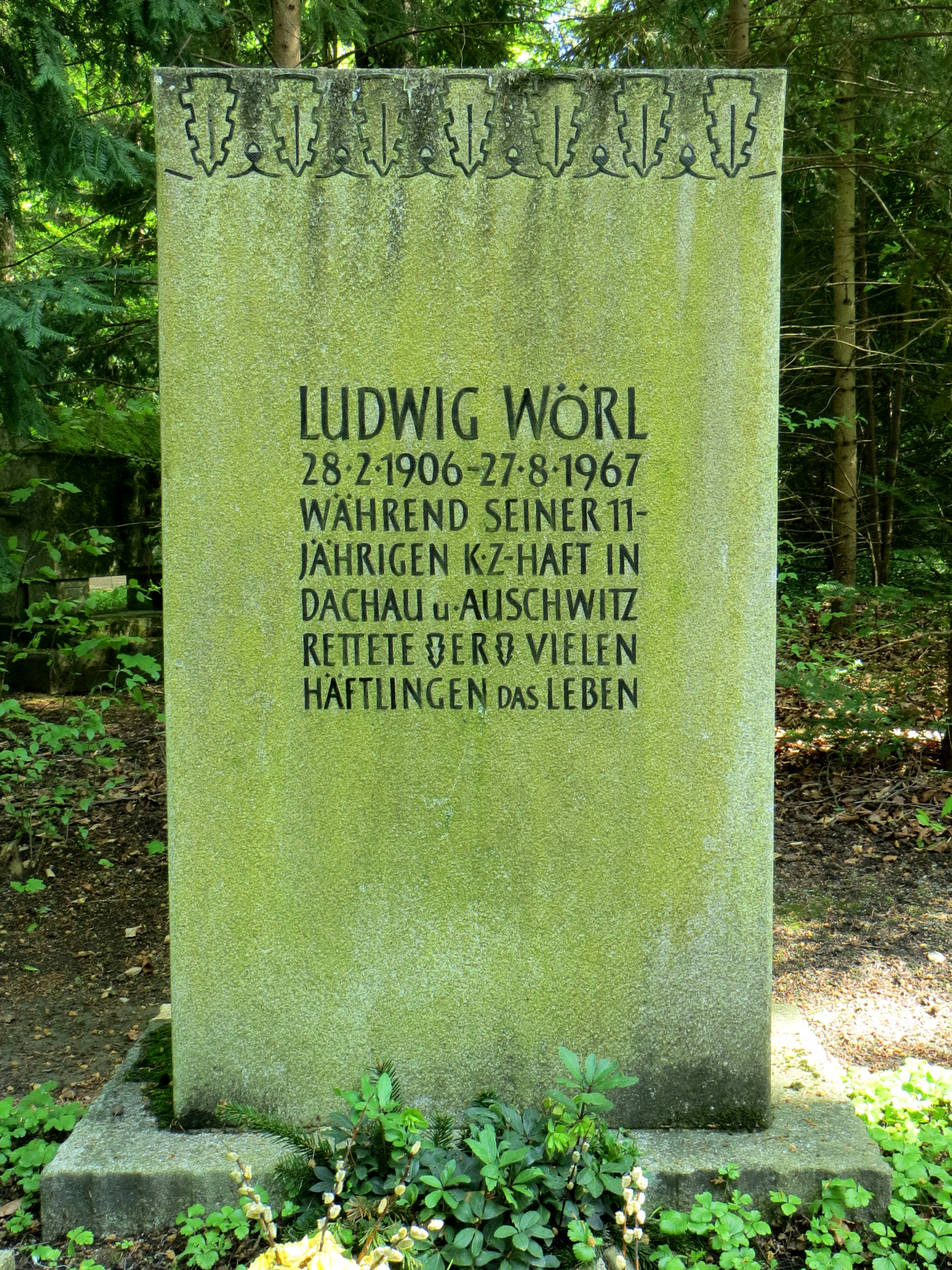
Grabmal von Ludwig Wörl auf dem Münchner Waldfriedhof

Wörl wurde am 19. März 1963 von Yad Vashem als Gerechter unter den Völkern geehrt. 1966 erhielt er den Leo-Baeck-Preis. Im selben Jahr wurde er mit der Medaille München leuchtet in Gold ausgezeichnet. Ebenfalls 1966 wurde ihm das Bundesverdienstkreuz 1. Klasse verliehen.
Nach seinem Tod wurde Wörl auf dem Münchner Waldfriedhof in einem Ehrengrab beigesetzt. Ihm zu Ehren wurde 1995 in München im Stadtteil Neuhadern (Stadtbezirk 20 – Hadern) der Ludwig-Wörl-Weg ⊙ benannt.